# 塔特爾彗星
8P／塔特爾彗星是一顆太陽系內的週期彗星，他目前正在接近近日點，在2007年12月初，北半球的觀測者就已經可以用小望遠鏡在北極星 附近看見這顆彗星。他將在2008年1月2日以0.25天文單位的距離掠過地球，稍後的一個月將成為南半球觀測者的最愛。
8P／塔特爾彗星是12月下旬小熊座流星雨的母彗星。
因此預測2007年的小熊座流星雨會因為母彗星的回歸而較為壯觀。

## 註解
1. ↑  .   [2007-12-25]. （原始内容存档于2011-08-20）.
2. ↑   (PDF).   [2007-12-25]. （原始内容存档 (PDF)于2008-07-19）.

## 外部連結
- 8P at Kronk's Cometography （页面存档备份，存于）
- Comet Tuttle Seen To Be Returning
- 雙彗星再現（8P／塔特爾彗星和17P/霍姆斯彗星）

| 週期彗星                      | 週期彗星   | 週期彗星                  |
| ----------------------------- | ---------- | ------------------------- |
| 前一顆彗星 7P/龐士-溫尼克彗星 | 塔特爾彗星 | 後一顆彗星 坦普爾一號彗星 |
| 週期彗星列表                  |            |                           |